# Never Can Say Goodbye
Never Can Say Goodbye (en español: 'Nunca puedo decir adiós') es una canción escrita por Clifton Davis, en Wikipedia como David Davis, y originalmente grabada por The Jackson 5. Lanzado como sencillo en 1971, fue una de las canciones de mayor éxito del grupo. 
A finales de 1974 la cantante estadounidense Gloria Gaynor lanzó como sencillo la canción, pero modificó su estilo a la naciente música disco. En 1975 la cantante lanzó el álbum homónimo como su primer disco, con una versión extendida del tema, siendo uno de los primeros álbumes de música disco de la historia.
El mismo año la cantante española Paloma San Basilio, hizo una versión en castellano, la cual incluyó en su álbum debut, Sombras, con el título No puedes volver a mí. 
En 1987, el grupo británico The Communards tuvo un enorme éxito con una versión de este tema, la versión de The Communards es el tema intro de la comedia británica Vicious.